# Кревет
Кревет (од тур. kerevet), постеља или лежај, је део намештаја првенствено коришћен као место на коме се може лежати за време сна а може послужити и у другим приликама када је удобно или пожељно да тело буде у лежећем положају. Облици и величине кревета веома варирају.
Првобитни кревети нису били много више од гомиле сламе или неког другог природног материјала. Битна промена било је рађење чврстих конструкција које су издигнуте изнад земље, чиме се постиже већа заштићеност од прашине и инсеката. Према врсти материјала од кога је израђена конструкција кревети могу бити: дрвени, метални и дрвено-метални.

## Историја

### Праисторија
У августу 2020. научници су пријавили откриће најстарије травнате креветнине од пре најмање 200.000 година, много старије од најстарије раније познате креветнине. Они спекулишу да су биљке које одбијају инсекте и слојеви пепела, понекад због спаљене старије травнате подлоге, пронађени испод креветнине, коришћени за изоловану подлогу без прљавштине и за одвраћање чланконожаца.

### Древна историја
Рани кревети су били једва нешто више од гомиле сламе или неког другог природног материјала (нпр. гомила палминог лишћа, животињске коже или осушене папрати). Важна промена је било њихово подизање са земље, како би се избегла промаја, прљавштина и штеточине. У периоду миоцена, који је трајао од пре двадесет три до пет милиона година, пре појаве људи, човеколики мајмуни су почели да праве кревете састављене од платформе за спавање укључујући дрвени јастук.

#### Подсахарска Африка
У пећини Сибуду у Јужној Африци откривена је креветнина датирана на око 3600. године пре нове ере. Подлога се састоји од шаше и других монокотиледона прекривених листовима Cryptocarya woodii.

#### Европа
Кревети пронађени у очуваном селу на северу Шкотске, који су били подигнуте кутије од камена и вероватно прекривене удобним пунилима, датирани су између 3200. п. н. е. и 2200. године пре нове ере.
Одисеја, древна грчка епска песма, описује кревет свог главног јунака Одисеја и објашњава да је он направио кревет за себе и своју жену Пенелопу од огромног стабла маслине које је расло на лицу места. Аутор песме, Хомер, помиње и облагање дрвене столарије на кревету златом, сребром и слоновачом.
Грци и Римљани су такође јели у кревету. Завалили би се на једну страну и пружили руку да узму храну са оближњег стола.

#### Блиски исток
Египћани су имали високе кревете на које су се пењали степеницама, са подупирачима или јастуцима, и завесама за качење. Елита египатског друштва, попут фараона и краљица, чак је имала кревете од дрвета, понекад и позлаћене. Често је постојао и наслон за главу, полуцилиндричан и направљен од камена, дрвета или метала. Древни Асирци, Медијци и Персијанци имали су кревете сличне врсте и често су украшавали свој намештај уметцима или апликацијама од метала, седефа и слоноваче.
Суседна слика приказује наслон за главу. Овакви наслони за главу коришћени су у животу за подупирање главе током спавања. Пронађени су и како држе главу мумије у ковчегу. Овај наслон за главу је можда направљен посебно за гроб, пошто је молитва за приношење уписана на потпорном стубу, иако је молитва можда додата након смрти власника.

### Средњовековна историја
Средњовековни Европљани лежали су на поду на креветима од лишћа прекривених кожама, или у некој врсти плитких сандука испуњених лишћем и маховином. У раном средњем веку постављали су тепихе на под или на клупу уза зид, на њих су постављали душеке пуњене перјем, вуном или косом и користили кожу као покривач. Завесе су биле окачене са таванице или са гвозденог држача који је вирио из зида. Сматра се да су углавном лежали голи у кревету, умотавајући се у велике платнене чаршаве који су били развучени преко јастука.
У 14. веку столарија је постала мање важна, углавном је била у потпуности прекривена завесама од богатог материјала. Често су се користили свила, сомот, па чак и златна тканина. Инвентари с почетка 14. века дају детаље ових завеса подстављених крзном и богато извезеним. Тада се први пут појавио кревет са балдахином (такође познат као тестер кревет), кревет је био окачен са плафона или причвршћен за зидове, облик који се касније развио у собу у соби, затворену двоструким завесе, понекад чак и да искључе све пропухе. Простор између кревета и зида звао се ruelle и ту су примани веома интимни пријатељи. Четрнаести век је такође било време када су кревети од перја постали веома цењена имовина. Кревети у аристократским резиденцијама могу се разликовати по затвореним завесама, ови кревети би имали душеке и јастуке који су били пуњени перјем. Плахте су биле од платна, а ћебад од вуне. Шине причвршћене за кревете служиле би за качење одеће или за држање свећа. У мање имућним кућама кревет би био направљен од три даске и душека од осушеног вреска или папрати, спавало би се са једним чаршавом и старим ћебетом.

### Савремена историја
У 17. веку, који је назван "веком величанствених кревета", стил à la duchesse, са тестером и завесама само на узглављу, заменио је затвореније кревете у Француској, иако су у Енглеској они опстали много дуже. Луј XIV имао је велики број раскошних кревета, чак 413 који су описани у описима његових двораца. На некима од њих су биле везови, украшени бисерима, и фигуре на сребрној или златној основи. На великом кревету у Версају биле су малинове баршунске завесе, на којима је био извезен "Тријумф Венере". Употребљено је толико злата да се баршун једва видео.
У 18. веку перјане јастучнице су први пут коришћене као прекривачи у Немачкој, која је по моди на кревете и занимљивом етикету, повезаним са спаваћом собом, углавном следила Француску. Кревети су били у стилу војвоткиње, али у самој Француској је било велико разноврсност у називима и облицима. Сматрало се да обичај "лежаја правде", на ком је краљ Француске лежао када је био присутан у парламенту, док су принчеви седели, виши службеници стајали, а мањи службеници клекали, симболизује краљевску моћ чак и више него трон.
Лују XI се приписује његово прво коришћење, а тај обичај је трајао до краја монархије. У парадним просторијама, где је стајао церемонијални кревет, одређеним особама, попут амбасадора или великих лордова, којима је жељено одати почаст, били су примљени интимније него што је то био случај са гомилом дворјана.
У 1824. години француски мајстор Делагль је направио знатан изум – осмислио је пружину мрежу. Металне цеви су замениле дрво у производњи кревета, а идеје изумитеља су се заснивале на таквој металној конструкцији све до средине 20. века.

## Значајни примери
Један од највећих кревета на свету је Велики кревет од Вера, направљен око 1580. године. Широк је 3,26 m (10,7 ft), а дугачак 3,38 m (11,1 ft). Тај кревет помиње Шекспир у Дванаестој ноћи. Сада се налази у Музеју Викторије и Алберта (В&А) у Лондону. Још један кревет у В&А је Златни кревет који је креирао Вилијам Бургес 1879. године.
Године 1882, индијски махараџа је имао кревет од чврстог сребра. На сваком углу кревета налазила се статуа голе жене у природној величини која држи лепезу. Када је махараџа лежао на кревету, његова тежина је покренула механизам којим су жене махале лепезама.
Године 1865. био је доступан кревет на развлачење у облику усправног клавира, који је могао да пружи кућну забаву уз уштеду простора.

## Врсте кревета
- Пољски кревет — кревет на расклапање за камповање или за војнике за теренске услове
- Француски лежај — кревет већих димензија за две особе (други назив брачни кревет)
- Креветац — мали кревет за децу обично са оградицом
- Кревет на спрат — два кревета један изнад другог обично за децу
- Војнички кревет — кревет са металном конструкцијом
- Хотелски лежај — обичан кревет од дрвета са уметнутим душеком